# Joachim Czerny-Schwarzenberg
Joachim Czerny-Schwarzenberg herbu Nowina (zm. 1771) – generał major wojsk koronnych, marszałek województwa krakowskiego w konfederacji barskiej,  podpułkownik wojsk koronnych, chorąży oświęcimski w 1754 roku, chorąży zatorsko-oświęcimski w 1762 roku.
Wybrany posłem na sejm w Grodnie w 1752. W czasie jego obrad zażądał usunięcia z loży dyplomatycznej, przysłuchującego się obradom posła rosyjskiego Heinricha Grossa. Jako poseł z województwa krakowskiego na sejmie 1754 był przeciwnikiem Czartoryskich i opowiedział się za zachowaniem w całości Ordynacji Ostrogskiej. Był adiutantem hetmana wielkiego koronnego Jana Klemensa Branickiego. Był posłem księstw oświęcimskiego i zatorskiego na sejm elekcyjny 1764 roku i podpisał elekcję Stanisława Augusta Poniatowskiego z księstwami oświęcimskim i zatorskim, jako delegowany do pacta conventa, podpisał je. 
27 października 1768 podpisał akt powołujący Generalność konfederacji barskiej w Białej. 31 marca 1769 wybrany konsyliarzem przy marszałku Jerzym Marcinie Lubomirskim. 17 kwietnia w obozie pod Muszynką przejął laskę krakowską. W czasie trwania walk przez pewien czas rezydował w Gaboltovie po austriackiej stronie granicy. W 1771 jako minister pełnomocny udał się z poselstwem do Turcji. 